# سیرانو دو برژراک (فیلم ۱۹۵۰)
سیرانو دو برژراک (انگلیسی: Cyrano de Bergerac) یک فیلم ماجراجویی به کارگردانی مایکل گوردون است که در سال ۱۹۵۰ منتشر شد.

## بازیگران
- خوزه فرر
- مالا پاورز
- ویلیام پرینس
- دان بدو
- لوید کوریگان
- ویرجینیا کریستین

## جوایز
- برنده جایزه اسکار بهترین بازیگر نقش اول مرد ۱۹۵۰ (خوزه فرر)
- برنده جایزه گلدن گلوب بهترین بازیگر مرد فیلم درام ۱۹۵۰ (خوزه فرر)